# Prinskorv

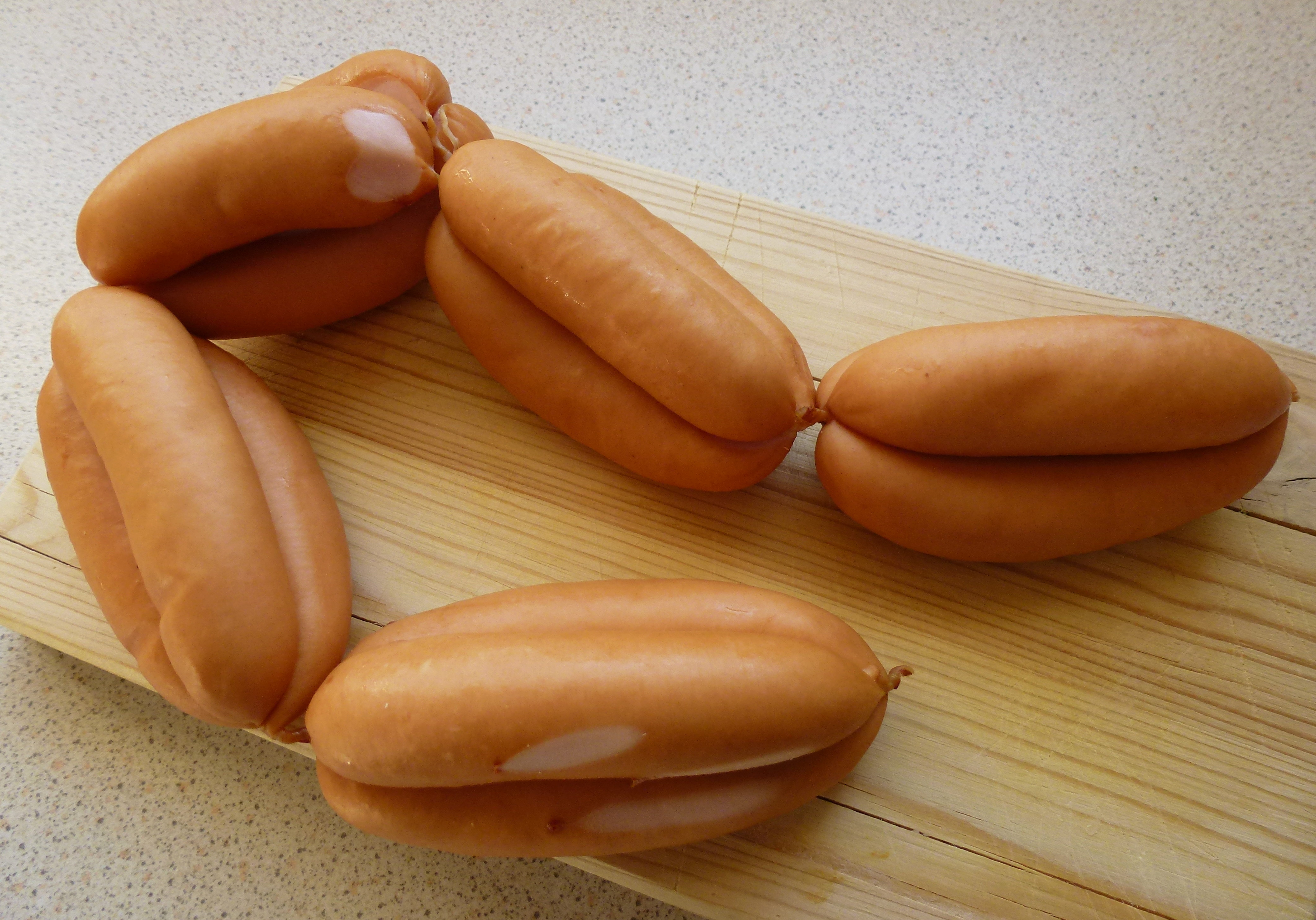
Ostekta prinskorvar.

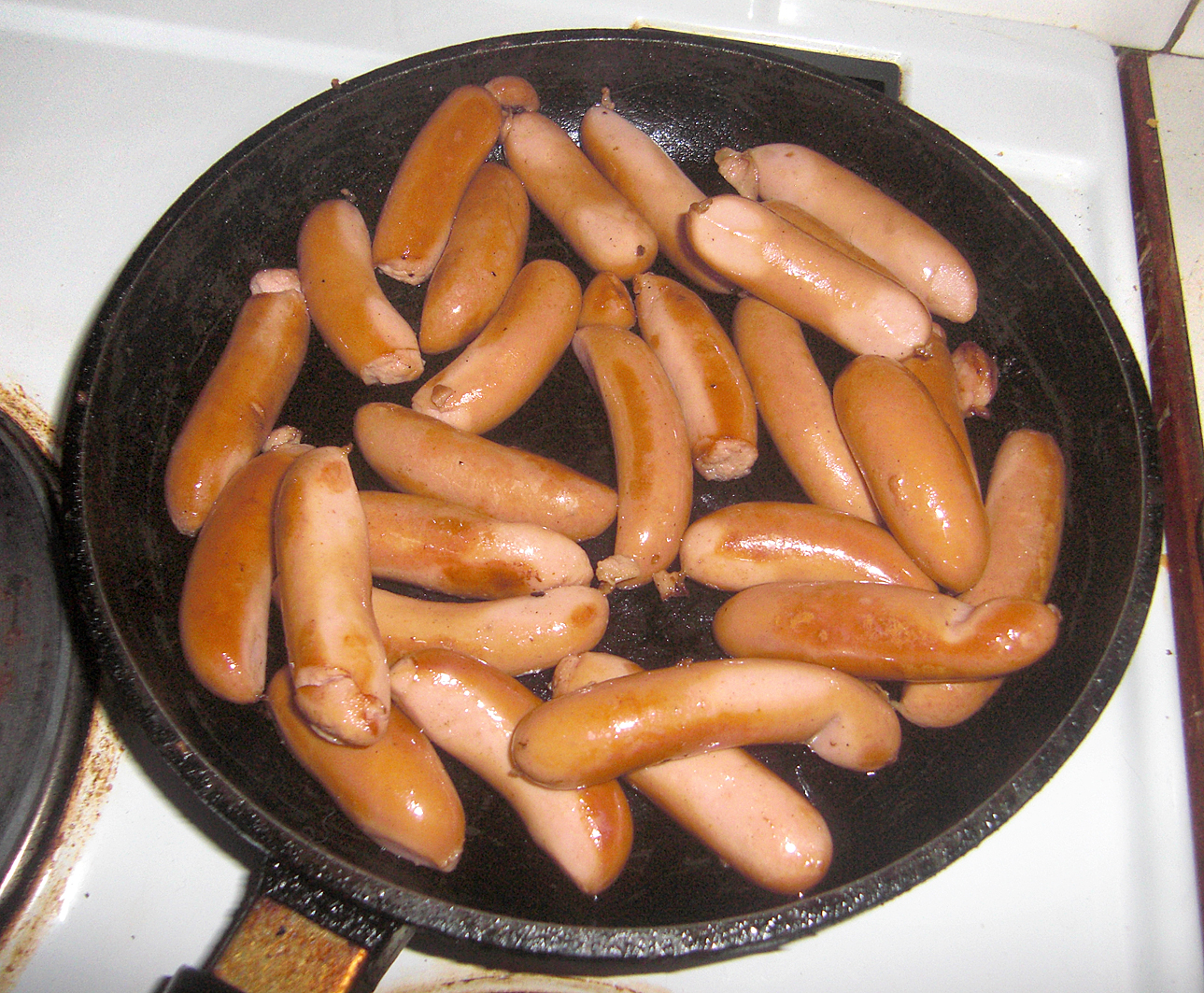
Prinskorvar som steks i en stekpanna.

Prinskorv är en liten korv (5-7 centimeter) som bland annat är populär på julbordet i Sverige. Prinskorv serveras oftast stekt och ofta med senap som tillbehör. Prinskorv säljs med konstskinn (oftast av kollagen) eller fjälster (naturtarm).
Prinskorv kallades från början siskonkorv som kommer från franskan och betyder "liten korv". Siskonkorv kunde syfta på både kött- och fläskkorv. Särskilt i Finland avses en smal fläskkorv. Recept på "siskonkorv" finns i Gustafva Björklunds Kokbok från 1847. Enligt Språkkonsulterna blev "siskonkorv" i svensk folkmun "syskonkorv". Ordet syskonkorv förekom särskilt i äldre tider och syftade på att korvarna såldes i längder med flera sammanhängande korvar.
Första gången korvtypen kallades prinskorv lär vara i C. E. Hagdahls kokbok Kokkonsten som vetenskap och konst med särskildt afseende på helsolärans och ekonomiens fordringar från 1878.
Prinskorv var fram till 2002 namnskyddad i Sverige, och skulle innehålla minst 45 procent kött. Den särskilda svenska regleringen togs därefter bort, och endast EU-gemensamma regler för korvars sammansättning tillämpas sedan 2003.
Prinskorv serveras på det svenska julbordet från 1900-talet och framåt.